# NGC 1553
إن جي سي 1553 مجرة محدبة  نموذجية في كوكبة أبو سيف على بعد 78.9 سنة ضوئية من الأرض وتعد ثاني المع عضو في تكتل أبو سيف المجري اكتشفت إن جي سي 1553 بواسطة الفلكي الإنجليزي جون هيرشل في 5,ديسمبر عام 1834 باستخدام مقراب عاكس 18.7 بوصة .
تكونت المجرة بفعل تفاعل مجري مع المجرة الإهليلجية إن جي سي 1549 التي تقع على بعد 11′.8 درجة منها في السماء
ويبدو التفاعل تكون في مرحلة مبكرة، ويمكن مشاهدتها في الأطوال الموجية الضوئية عن طريق انبعاثات خافتة ولكن واضحة المعالم على الجانب الشمالي الغربي  وتشكل المجرتين وسط تجمع ابوسيف المجري.

## اقرأ أيضا
- تفاعل مجري
- مجرة محدبة